# تکیه آقا حسین خوانساری
تکیه آقا حسین خوانساری ، مربوط به دوره صفوی است و در اصفهان، غرب تخت فولاد، خیابان سعادت آباد، خیابان خوانساری واقع شده و این اثر در تاریخ ۱۰ خرداد ۱۳۸۲ با شمارهٔ ثبت ۹۰۹۴ به‌عنوان یکی از آثار ملی ایران به ثبت رسیده است.
علما مدفون در تکیه آیت الله خوانساری
1. آقا حسین خوانساری
2. آقا جمال خوانساری
3. ملااسدالله فرادنبه‌ای (امام جماعت مسجد قطبیه رحمت‌الله علیه از علمای بزرگ قرن ۱۲ و ۱۳ هجری)
4. ملا حسنعلی مجلسی
5. زین العابدین اشرف الکتاب
6. سید علی بروجردی
7. محمد مسیح کاشانی
8. ملا حسینعلی تویسرکانی
9. محمدباقر فشارکی
10. عبدالعال نجات
11. ملا محمد صادق پیکانی
12. شیخ اسدالله فهامی
[۱]
13. میرزا محمدرحیم دوم شیخ الاسلام اصفهان، فوت ۷ تیر ۱۲۱۲ ه‍.ش (۹صفر-۱۲۴۹ ه‍.ق)[۲]
14. میرزاعبدالله شیخ الاسلام اصفهان، فوت: تیر ۱۲۳۸ ه‍.ش (سلخ ذی حجه سال ۱۲۷۵ ه‍.ق)[۳]
15. میرزا محمد رحیم سوم شیخ الاسلام اصفهان، فوت: ۱۲۶۷ ه‍.ش (۱۳۰۶ ه‍.ق)[۴]